# Haplodrassus creticus
Haplodrassus creticus är en spindelart som beskrevs av Roewer 1928. Haplodrassus creticus ingår i släktet Haplodrassus och familjen plattbuksspindlar. Inga underarter finns listade i Catalogue of Life.